# جسر أتاتورك
جسر أتاتورك المعروف أيضا باسم جسر اونكاباني يربط ما بين حي الفاتح وبايوغلو عند القرن الذهبي في إسطنبول.
تم إنشاء جسر خشبي في عام 1836 م تحت اسم جسر اليهود في مكان جسر اتاتورك، وكان هدف إنشاء هذا الجسر زمن السلطان محمود الثاني ويشرف عليه أحمد فيفزي باشا، نائب الأدميرال من الأسطول العثماني، في ارسنال البحرية الإمبراطورية (ترساني - أمير) في القرن الذهبي، وقد حضر الافتتاح شخصيا السلطان محمود الثانيو عبر الجسر على حصانه. كان الجسر الأصلي حوالي 400 متر (1300 قدم) طويلة وعرض 10 امتار (33 قدما)، وبني كجسر قاعدي لاستيعاب مرور السفن الكبيرة.
في عام 1875 تم استبداله بجسر اخر مصنوع من الحديد والذي شيد من قبل شركة فرنسية بسعر 135,000 ليرة الذهب العثماني. كان طوله 480 مترا (1,570 قدم) وعرضه 18 مترا (59 قدما)، وظل في الخدمة بين 1875 و 1912، حيث تم هدمه بسبب الوصول إلى نهاية عمره الافتراضي.
في عام 1912، تم تفكيك جسر جالاتا الثالث المجاور وتم إعادة تجميعه في موقع جسر هيراتي المدمر، ليصبح الجسر الثالث على هذا الموقع. وكان يستخدم حتى عام 1936، عندما تضررت من العاصفة.
تم بناء الجسر (الرابع) الحالي على هذا الموقع بين عامي 1936 و 1940، ودخل الخدمة في عام 1940 باسم جسر أتاتورك. ويبلغ طوله 477 مترا (1,565 قدما) وعرضه 25 مترا (82 قدما).
غرض الجسر هو تخليص الناس من مصاريف الانتقال بالقوارب. تم إعادة بناء الجسر عدة مرات وتم تغيير اسمه إلى اسم جسر اتاتورك عام 1935 م.